# Haute-Sorne
Haute-Sorne é uma comuna da Suíça, situada no distrito de Delémont, no cantão de Jura. Tem 71,06 km² de área e sua população em 2018 foi estimada em 6.987 habitantes.